# Cyprideis castus
Cyprideis castus är en kräftdjursart som beskrevs av Benson 1959. Cyprideis castus ingår i släktet Cyprideis och familjen Cytherideidae. Inga underarter finns listade i Catalogue of Life.